# Callia xanthomera
Callia xanthomera är en skalbaggsart som beskrevs av Ludwig Redtenbacher 1868. Callia xanthomera ingår i släktet Callia och familjen långhorningar.
Artens utbredningsområde är Paraguay. Inga underarter finns listade.